# Escalofrío
Un escalofrío es una reacción fisiológica del cuerpo a la sensación de frío, como cuando el cuerpo se expone a un ambiente de menor temperatura, y puede presentarse con una fase de temblores junto con palidez.

## Descripción
Aunque no exclusivamente, un escalofrío puede asociarse con "piel de gallina" y sensación de frío. Están motivados por rápidas relajaciones y contracciones de los músculos y como una forma de generar calor cuando el cuerpo siente que hace frío. Por ello, puede ser también signo de la fase inicial de una enfermedad infecciosa, estando generalmente asociados con la fiebre, como en el caso de la malaria.

## Caso particular
En el caso de poblaciones nativas de Siberia, se ha descubierto que estas presentan adaptaciones genéticas al frío que ayudan a que la grasa corporal produzca calor de forma directa sin necesidad de tener que tiritar (en vez de aportar la energía a los músculos y al cerebro para producir calor mediante el escalofrío), a partir de un proceso que se conoce como termogénesis no tiritante.[cita requerida]